# Хенцешть (Сучава)
Хенцешть, Хенцешті (рум. Hănțești) — село у повіті Сучава в Румунії. Входить до складу комуни Хенцешть.
Село розташоване на відстані 368 км на північ від Бухареста, 13 км на північний схід від Сучави, 113 км на північний захід від Ясс.

## Населення
За даними перепису населення 2002 року у селі проживали 3053 особи, з них 3049 осіб (99,9%) румунів. Рідною мовою 3052 особи (> 99,9%) назвали румунську.